# Lent (Jura)
Lent település Franciaországban, Jura megyében. Lakosainak száma 137 fő (2022. január 1.). Lent Mournans-Charbonny, Bourg-de-Sirod, Charency, Sapois és Sirod községekkel határos.

## Népesség
A település népességének változása:
| Lakosok száma | 77   | 137  | 149  | 127  | 137  | 142  | 150  | 154  | 156  | 137  |
|               | 1968 | 1982 | 1990 | 2006 | 2013 | 2015 | 2017 | 2019 | 2020 | 2022 |